# Hérón-képlet

A geometriában a Hérón-képlet a háromszög területét adja meg a háromszög oldalainak függvényében:
{\displaystyle T={\sqrt {s(s-a)(s-b)(s-c)}}}
{\displaystyle s={\frac {a+b+c}{2}}\,}
ahol a, b és c a háromszög oldalai, s a háromszög kerületének a fele, és T a háromszög területe.
A képletet az alexandriai Hérón vezette be.

## Bizonyítás

### Elemi
Teljesen elemi (a Pitagorasz-tételre és nevezetes azonosságokra épülő) bizonyítása történhet az általános magasságtétel segítségével.

### Trigonometriai
A trigonometriai jellegű bizonyításhoz induljunk ki a koszinusztételből:
{\displaystyle \cos \gamma ={\frac {a^{2}+b^{2}-c^{2}}{2ab}}}
illetve abból a képletből, amely a háromszög területét két oldal és a közrezárt szög segítségével fejezi ki:
| {\displaystyle T\,} | {\displaystyle ={\frac {1}{2}}ab\sin \gamma \,}                                                                                           |
|                     | {\displaystyle ={\frac {1}{2}}ab{\sqrt {1-\cos ^{2}\gamma }}\,}                                                                           |
|                     | {\displaystyle ={\frac {1}{2}}ab{\sqrt {(1-\cos \gamma )(1+\cos \gamma )}}\,}                                                             |
|                     | {\displaystyle ={\frac {1}{2}}ab{\sqrt {\left(1-{\frac {c^{2}-a^{2}-b^{2}}{2ab}}\right)\left(1+{\frac {c^{2}-a^{2}-b^{2}}{2ab}}\right)}}} |
|                     | {\displaystyle ={\frac {1}{4}}{\sqrt {\left((a+b)^{2}-c^{2}\right)\left(c^{2}-(a-b)^{2}\right)}}}                                         |
|                     | {\displaystyle ={\frac {1}{4}}{\sqrt {(a+b+c)(a+b-c)(-a+b+c)(a-b+c)}}\,}                                                                  |

Ha a fenti képletbe behelyettesítjük a értékét, vagyis
{\displaystyle a=2s-b-c\,}
akkor pont a Hérón-képletet kapjuk.

### Geometriai
Elég annyit belátni, hogy
- {\displaystyle t=rs=r_{a}(s-a)}
- {\displaystyle rr_{a}=(s-b)(s-c)}

mert ebből már következik, hogy
Az ábráról leolvasható, hogy
 és
valamint az {\displaystyle FOB} és {\displaystyle EBO_{a}} derékszögű háromszögek hasonlók.
Könnyen igazolható, hogy {\displaystyle FB=y=s-b} és {\displaystyle BE=z=s-c}, tehát {\displaystyle {\frac {r}{s-b}}={\frac {OF}{FB}}={\frac {BE}{O_{a}E}}={\frac {s-c}{r_{a}}}.}
A tétel általánosítása gömbháromszögekre vonatkozóan a l'Huillier-tétel.

## Más Hérón-képletek
A következőket szintén szokták Hérón-képletnek nevezni:
A húrnégyszög területe
{\displaystyle T={\sqrt {(s-a)(s-b)(s-c)(s-d)}}},
ahol {\displaystyle s={\frac {a+b+c+d}{2}}\,}.
Az általános konvex négyszög területe
{\displaystyle T={\sqrt {(s-a)(s-b)(s-c)(s-d)-abcd\cos ^{2}\varphi }}},
ahol s, mint előbb, {\displaystyle \varphi ={\frac {\alpha +\gamma }{2}}\,}, és α és γ a négyszög két szemben fekvő szöge.
Az egyenlő oldalú tetraéder térfogata:
{\displaystyle V={\frac {1}{3}}{\sqrt {s^{2}(s^{2}-a^{2})(s^{2}-b^{2})(s^{2}-c^{2})}}}
ahol a, b, c a tetraéder egy lapjának oldalhosszai, és {\displaystyle s^{2}={\frac {a^{2}+b^{2}+c^{2}}{2}}\,}.